# Чипреси (Пескара)
Чипреси (итал. Cipressi) је насеље у Италији у округу Пескара, региону Абруцо.
Према процени из 2011. у насељу је живело 191 становника. Насеље се налази на надморској висини од 188 м.